# Jellyfishエンターテインメント
Jellyfishエンターテインメント（ジェリーフィッシュエンターテインメント、朝: 젤리피쉬 엔터테인먼트、英: Jellyfish Entertainment）は、ファン・セジュンが設立した韓国の芸能事務所。

## 所属アーティスト

### アーティスト
- チャン・ヘジン
- パク・ユンハ
- キム・セジョン[1]（元I.O.I）
- イム・スロン[2]（2AM）
- キム・ダヨン[3]（Kep1er）
- パク・ゴヌク[4]（ZEROBASEONE）

### グループ
- VIXX（2012年~）
- VERIVERY（2019年~）
- EVNNE（2023年~）

### 俳優
- キム・ヨンジュ
- ナム・ボラ
- キム・ミンギュ
- パク・シヨン
- タク・イヨン
- リュ・ウォヌ

## 過去所属芸能人
- ハナ(シンボラ)［gugudan］
- カン・ミナ［I.O.I/gugudan］
- サリー(リウシェニン)［gugudan］
- ヘヨン［gugudan］
- ヘビン［gugudan］
- ナヨン［gugudan］
- ソイ(チャン・ソジン)［gugudan］
- ミミ［gugudan］
- カン・ジファン
- キョヌ
- コ・ユン
- キム・イェウォン
- パク・チョンア
- コン・ヒョンジュ
- キム・テユン
- キム・ギュ・サン
- キム・ソニョン
- キム・ヒョンジュ・ジョオン
- LISA
- パク・ギウン
- パク・イェジン
- パク・ジャング・ヒョン
- パク・チョンス
- パク・ハクキ
- パク・ヒョシン
- ペク・ソイ
- ブライアン
- ソ・イングク
- ソン・シギョン
- ソン・イウ
- エン
- ユ・セヒョン
- イソクフン
- イ・アリン
- イ・ジョンウォン
- チョン・ギョンホ
- チョン・ソミン
- チョ・ヘジョン
- ジュリアン・カン
- チェ・ジナ
- ラビ
- ホンビン